# 甘草酸三钾
甘草酸三钾是一种有机化合物的盐，化学式为C42H59O16K3。它可以甘草酸一铵为原料反应制得。它在乙酸和乙醇的混合物中回流，可以得到甘草酸一钾。
它是一种食品添加剂。